# Oligostigma barbararcha
Oligostigma barbararcha là một loài bướm đêm trong họ Crambidae.